# Odyssey: The Definitive Collection
Odyssey: The Definitive Collection é uma coletânea musical do músico grego Vangelis, lançada em 2003.

## Faixas
1. "Pulstar" (5:24)
2. "Hymne" (2:43)
3. "Chariots of Fire" (3:31)
4. "Missing" (3:57)
5. "Love Theme from Blade Runner" (4:54)
6. "End Titles from Blade Runner" (4:10)
7. "The Tao of Love" (2:19)
8. "Theme from Antarctica" (3:52)
9. "Theme from Cavafy"  (Faixa inédita) (2:49)
10. "Opening Titles from Mutiny on the Bounty" (3:52)
11. "Conquest of Paradise" (6:08)
12. "La Petite Fille De La Mer (5:54)
13. "L'enfant" (4:57)
14. "Alpha" (5:13)
15. "Anthem" - FIFA World Cup 2002 (2:58)
16. "Celtic Dawn" (Faixa inédita) (4:06)
17. "Movement 1 from Mythodea" (5:23)
18. "I'll Find My Way Home" (4:30)
19. "State of Independence" (4:59)